# Avren (Kardzjali)
Avren (Bulgaars: Аврен) is een dorp in Bulgarije. Het is gelegen in de gemeente Kroemovgrad, oblast Kardzjali en telt 484 inwoners (2008).

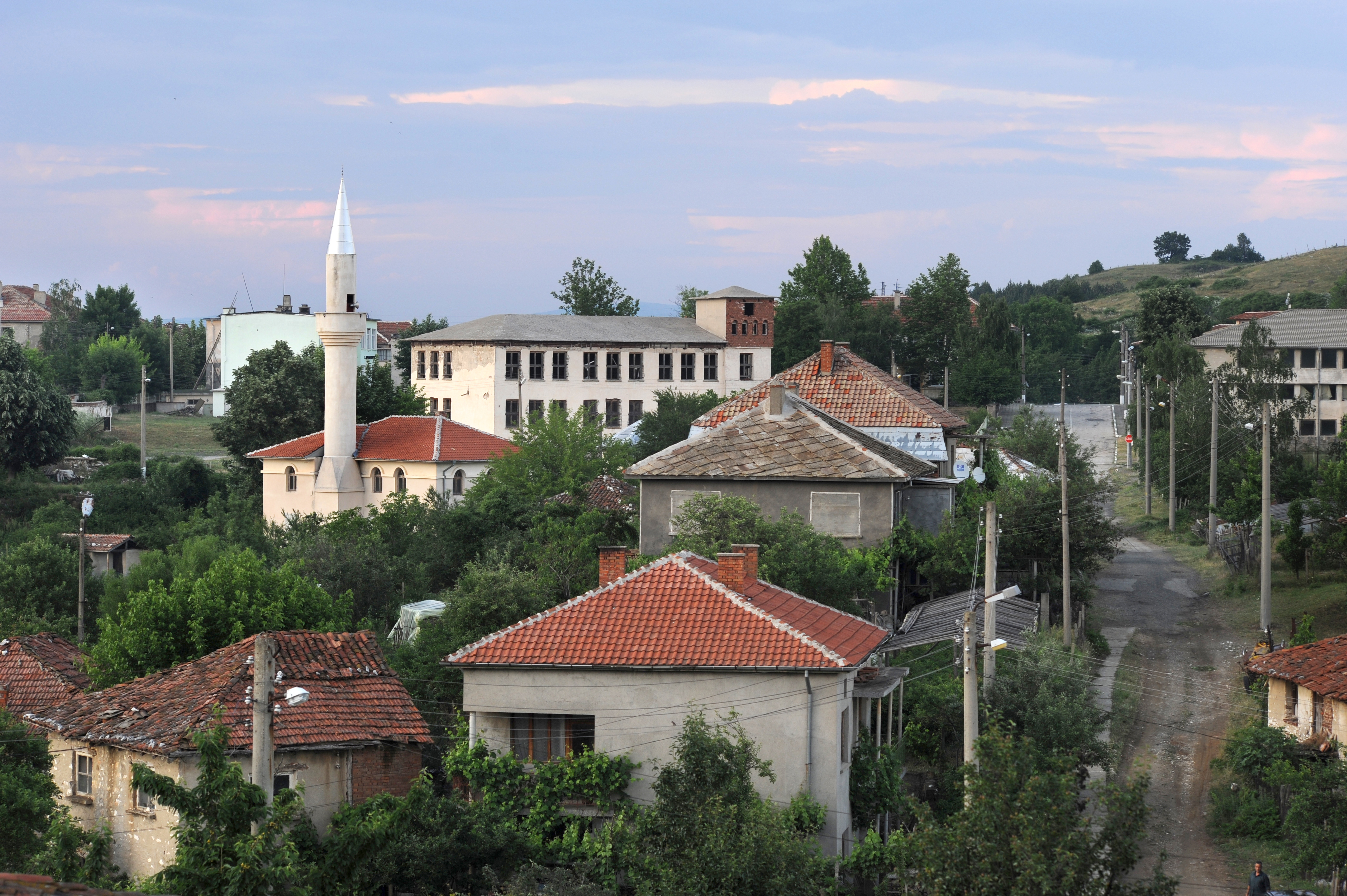
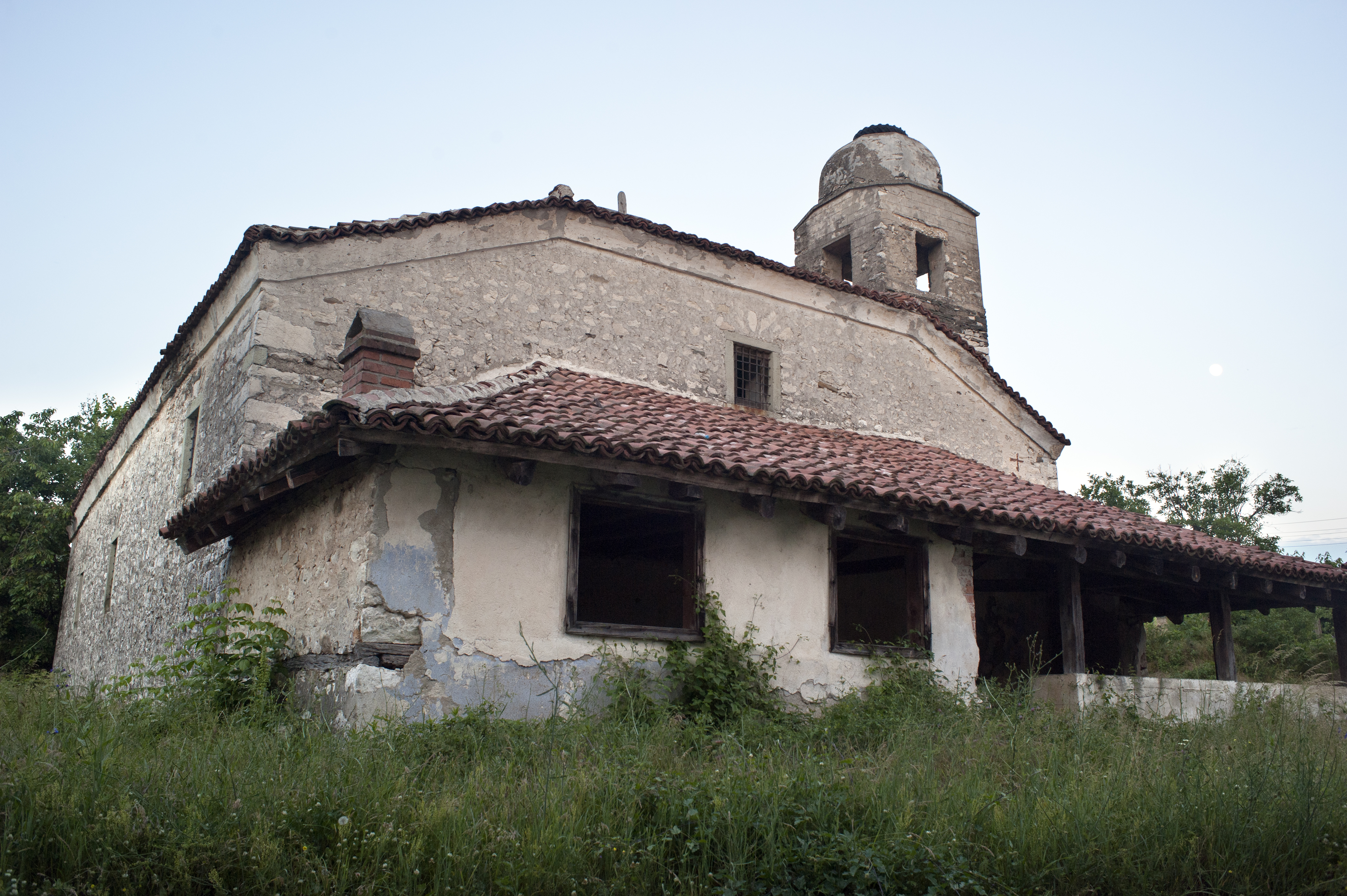
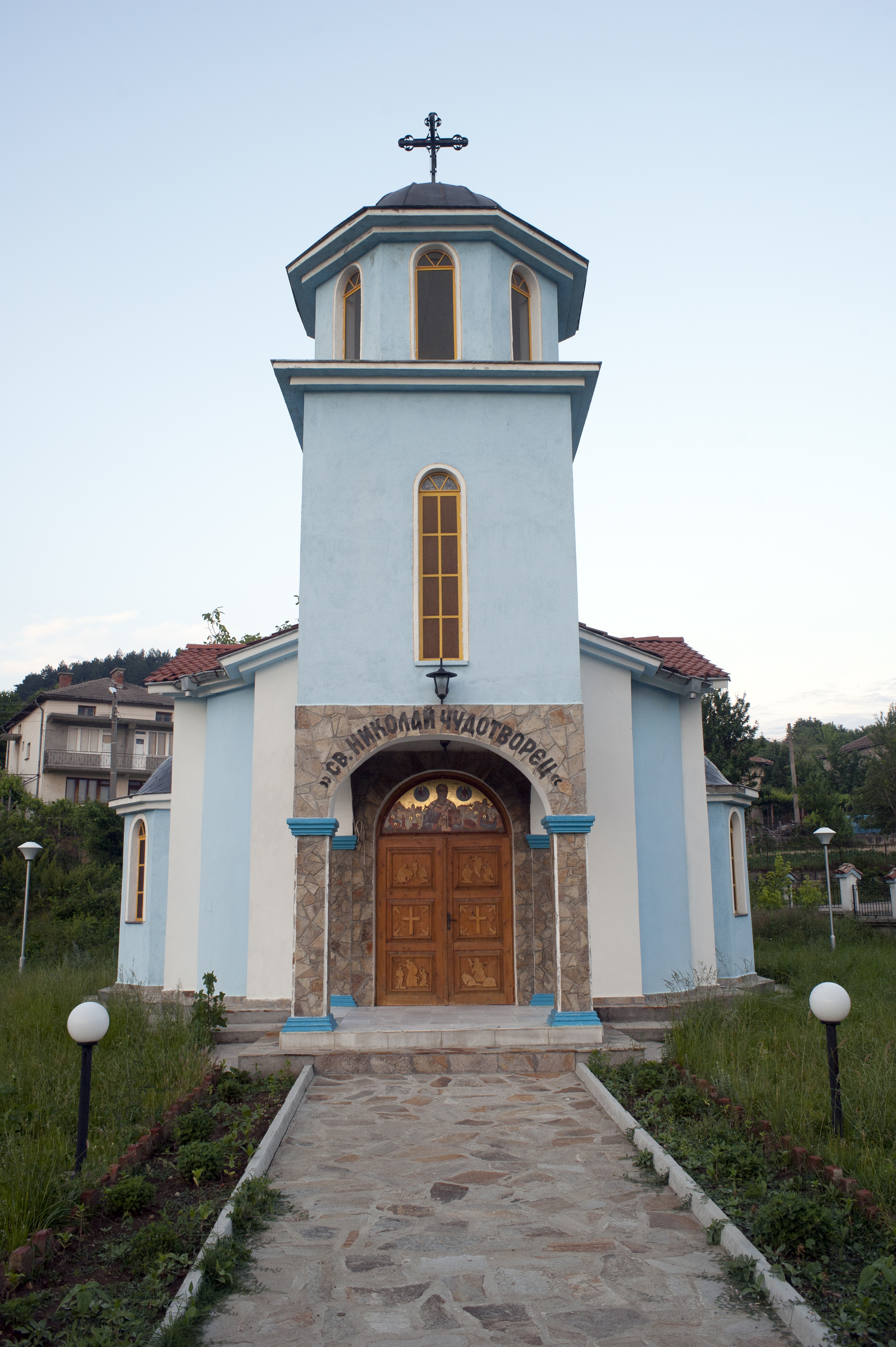
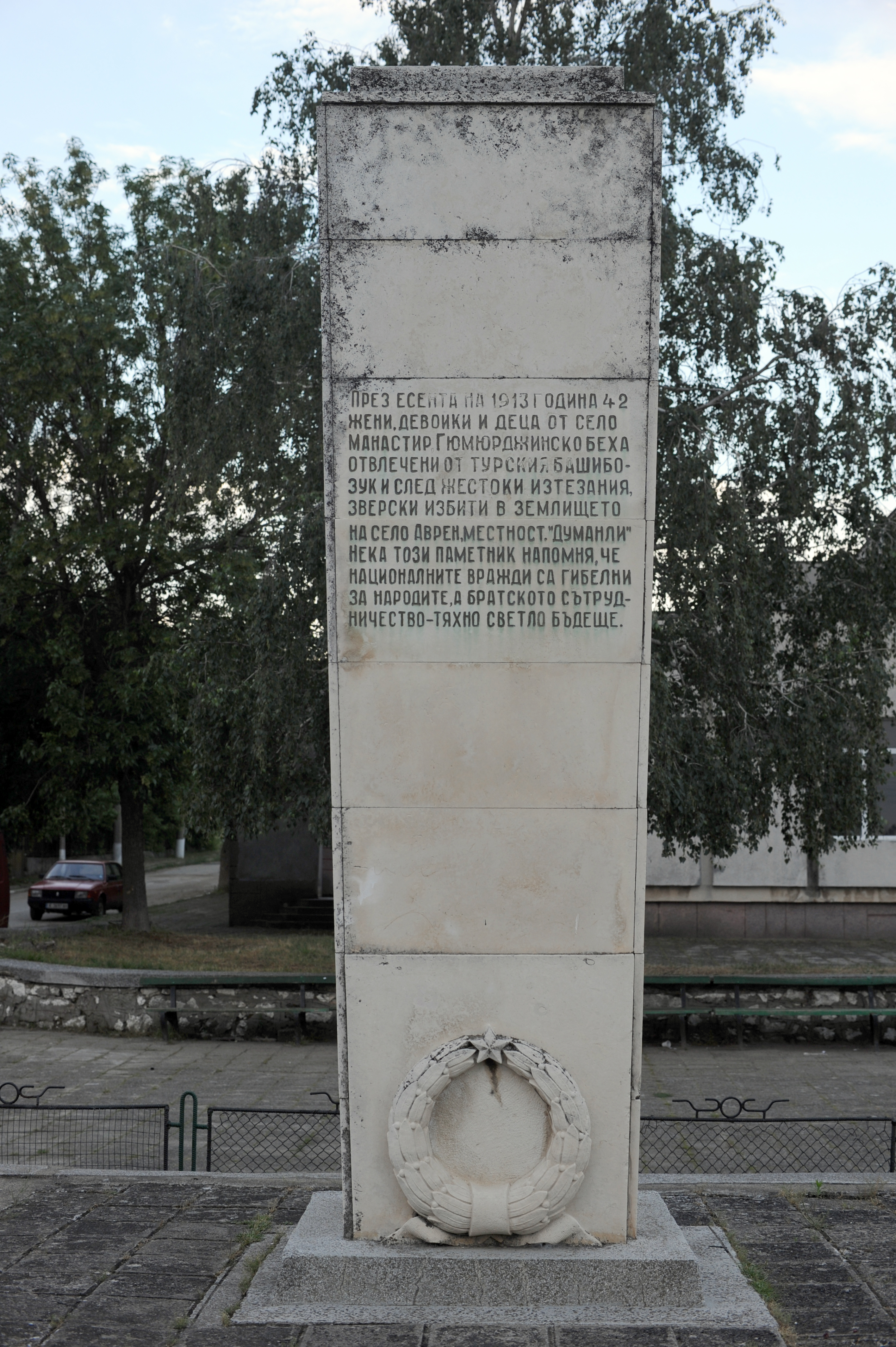